# 影山幹雄
影山 幹雄（かげやま みきお）は、日本の国土交通官僚。気象庁次長、海上保安庁次長等を経て、日本内航海運組合総連合会理事長等を歴任。

## 人物・経歴
兵庫県出身。兵庫県立神戸高等学校、京都大学法学部卒業。1975年運輸省入省。運輸省関東運輸局企画部長を経て、1994年運輸省自動車交通局技術安全部管理課長。1996年関西国際空港(株)経営企画部長。1998年運輸省海上交通局国内貨物課長。2000年運輸省海上技術安全局船員部労政課長。2001年国土交通省政策統括官付政策評価官。2002年国土交通省北海道運輸局長。2003年国土交通省航空局監理部長。2004年国土交通省自動車交通局次長。同年警察庁長官官房審議官（交通局担当）。2006年国土交通省総合政策局次長。同年気象庁次長。2007年海上保安庁次長。2008年日本内航海運組合総連合会理事長。2017年一般財団法人航空保安協会理事長。2020年上野トランステック(株)顧問。2021年瑞宝中綬章受章。